# Matteo Gabbia
Matteo Gabbia (Busto Arsizio, 21 oktober 1999) is een Italiaans voetballer die als centrale verdediger speelt. Hij debuteerde in 2020 voor AC Milan.

## Clubcarrière
Gabbia werd geboren in Busto Arsizio en speelde in de jeugd bij AC Milan. Op 6 augustus 2017 debuteerde de centrumverdediger in de voorronde van de UEFA Europa League tegen het Macedonische Shkendija. Hij viel na 73 minuten in voor Manuel Locatelli. Tijdens het seizoen 2018/19 wordt hij aan Lucchese.

## Interlandcarrière
Gabbia kwam uit voor diverse Italiaanse nationale jeugdelftallen. In 2016 debuteerde hij in Italië –19.

## Erelijst
| Kampioen Serie A | 1x | 2021/22 |